# Bacini xerici ed endoreici
I bacini xerici ed endoreici costituiscono uno dei dodici biomi d'acqua dolce, secondo la lista Global 200, che propone una classificazione di tutti i biomi del pianeta .
Comprendono, indipendentemente dalla latitudine, i corsi dei fiumi che attraversano le zone aride (bacini xerici) e le acque dolci dei bacini endoreici, nei vari continenti.
Questo bioma, come tutti gli altri biomi definiti dalla lista Global 200, include varie ecoregioni.
Gli ecosistemi del bioma bacini xerici ed endoreici hanno una fauna specifica adattata a regimi di inondazione effimeri e intermittenti, o a livelli di acque molto ridotti durante determinati periodi dell'anno. Come esempi si possono citare il corso inferiore del fiume Nilo, che scorre attraverso il deserto del Sahara, o anche l'ecoregione della Valle della Morte, negli Stati Uniti.